# My Official Wife
My Official Wife è un film muto del 1914 diretto da James Young che aveva come protagonista la famosa attrice Clara Kimball Young, moglie del regista. Tra le comparse, anche un giovanissimo Rodolfo Valentino al suo debutto ufficiale (anche se non accreditato) sullo schermo.
Il film è tratto dal libro My Official Wife del 1891 scritto da Richard Henry Savage, un ufficiale statunitense che esordì come scrittore con questo romanzo di successo. L'adattamento e la sceneggiatura sono firmati oltre che da Savage, da Marguerite Bertsch.
Nel 1926, Paul L. Stein girerà un film dallo stesso titolo, ma dalla storia diversa.

## Trama
Nella Russia zarista, Marie Helene è una nichilista rivoluzionaria. Conosce Arthur, un turista americano e lo convince a farla passare per sua moglie (la quale, invece, lo ha lasciato per ritornare in patria). Benché l'uomo non condivida le idee di Marie Helene, finisce per innamorarsi di lei. La donna e i suoi compagni nichilisti progettano di uccidere lo zar: Marie Helene seduce Sacha, un ufficiale della Guardia Imperiale, per indurlo a farsi accompagnare da lei al gran ballo di corte dove sarà presente anche lo zar. Venuto a sapere del progetto, Arthur, per impedire l'attentato, droga la ragazza. Quando Marie Helene si risveglia, droga a sua volta l'americano e fugge insieme a Sacha, convincendolo a portarla all'estero a bordo del suo yacht. L'imbarcazione però viene affondata dalla polizia segreta: i corpi dei due amanti fluttuano abbracciati sulle onde.

## Produzione
La  Vitagraph (con il nome Broadway Star) produsse il film che fu girato a Los Angeles, all'Iverson Ranch a Chatsworth. Consulente tecnico, il russo Nicholas Dunaew. Secondo alcuni, Dunaew portò sul set Lev Tolstoj che apparirebbe nel film; più probabilmente, sarebbe solo un attore truccato da Tolstoj usato per dare un tocco più russo a tutta la vicenda.

## Distribuzione
Il film venne distribuito dalla General Film Company, uscendo in prima a New York il 13 luglio 1914. La Vitagraph, che non aveva ancora costruito il nuovo cinema sullo Strand, aveva affittato il Criterion, una sala che si trovava tra la Quarantaquattresima Strada e Broadway, ribattezzandola Vitagraph Theatre: nella sala, che era stata restaurata, erano stati installati gli schermi più moderni e le proiezioni erano accompagnate dalle musiche più alla moda in quel momento attraverso uno dei primi organi Wurlitzer. My Official Wife fu il terzo spettacolo presentato in questa sala e, per la prima volta, il nome di un attore cinematografico - quello della protagonista Clara Kimball Young - apparve a lettere luminose sul primo cinema di Broadway.
In riedizione, il film uscì in sala il 25 dicembre 1916.
Il film presumibilmente è perduto: ne restano circa 45 secondi scaricabili da You Tube.

### Critica
Diversi articoli di critica si possono reperire presso il sito della Stanford University  insieme alla scheda del film (in inglese) e ad alcune foto.